# Perissus rubricollis
Perissus rubricollis är en skalbaggsart som beskrevs av J. Linsley Gressitt 1937. Perissus rubricollis ingår i släktet Perissus och familjen långhorningar. Inga underarter finns listade i Catalogue of Life.